# 凡尔杜先生
《凡尔杜先生》（英語：Monsieur Verdoux）是1947年的一部黑色喜剧电影，由查理·卓别林导演和主演。配角包括玛莎·雷伊、威廉弗·劳利和和玛丽莲·纳什。

## 剧情
该片讲述的是一个失业的银行家亨利·凡尔杜用反社会的的手法来谋财。尽管曾在工作中忠诚能干，凡尔杜此时却已下岗。为了赚钱供养他雙腿殘廢的妻子和孩子，他和有钱的寡妇结婚，然后谋杀她们以得到财产。他利用賺來的大部分錢投資股票，結果在二戰前夕的歐洲危險中，股票市場崩潰，銀行擠堤。亨利·凡尔杜一夕之間破產。某天落泊的他重遇他以前一時善心救了的女犯人，她已經變成有錢軍火商人的太太。亨利·凡尔杜和她對話後，決定自行投案（戲中並沒有提及主角妻兒的下落，也許是死亡或和主角脫離關係），擁抱自己的命運。法庭上凡尔杜被判死刑，他卻指出了自己杀害的只是少数人却要接受刑罚，在战争中杀死无数人却被高度赞扬的矛盾。最後他在牢房裡第一次喝下蘭姆酒，在神父的陪同下，凡尔杜被送上了断头台。

## 评价
这部电影被提名1947年奥斯卡最佳原创剧本奖。
这是卓别林饰演与他著名的“流浪漢”形象毫无相似之处的第一部正片（在《大独裁者》中，虽然大独裁者不是流浪汉形象，但其中的“犹太理发师”却与之非常相似）。而因为没有以“流浪汉”形象出演，所以影片首演时在美国很少人认同，然而在欧洲却取得成功。
在当时的美国政治和文化环境下（二战结束不到两年），这部电影和其黑暗的主题是很不适合的。在电影发行之前就出现了多方诋毁，无法挽回地降低了卓别林的知名度和破坏了他的公众形象。在促进电影开放的同时，卓别林受到了一些抵制和部分记者的敌对。在一个推广电影的新闻发布会上，卓别林发表了讲话，在邀请记者提问前他说道“屠宰仍在继续”。从此《凡尔杜先生》获得了足够的拥趸，而被认为是一部邪典电影 。
在1964年的卓别林电影节上，卓别林允许将《凡尔杜先生》和他另外的几个影片重新发行，并在纽约广场播放。在整个节日中，这部电影不仅是最大的热点，还打破了广场上的票房纪录。

## 外部連結
- TCM电影资料库上《凡尔杜先生》的资料（英文）
- 互联网电影数据库（IMDb）上《凡尔杜先生》的资料（英文）
- AllMovie上《凡尔杜先生》的资料（英文）
- 爛番茄上《凡尔杜先生》的資料（英文）
- DVD Journal article （页面存档备份，存于） by Mark Bourne
- Monsieur Verdoux: Sympathy for the Devil （页面存档备份，存于） an essay by Ignatiy Vishnevetsky at the Criterion Collection